# Biserica din Balaci
Biserica din Balaci este un lăcaș de cult ortodox, ridicat în satul Balaci, județul Teleorman, de către aga Constantin Bălăceanu. 

## Descriere
Construcția a început în 1684, însă biserica nu a fost finisată din cauza circumstanțelor care au dus în 1690 la moartea lui Bălăceanu, în Bătălia de la Zărnești. 
Biserica a fost tencuită abia în 1825, de către marele ban Constantin Bălăceanu și fii săi (marele hatman Ștefan Bălăceanu, fostul mare agă C. Bălăceanu, marele comis Iancu Bălăceanu și Grigore Bălăceanu). Cu această ocazie au fost pictate portrete votive ale Bălăcenilor, în biserica nezugrăvită până atunci.
Conform unui raport din 1914 al lui Virgil Drăghiceanu către Comisia Monumentelor Istorice, stilul arhitectonic al bisericii din Balaci este cel al epocii lui Matei Basarab, incinta dreptunghiulară fiind împărțită în pridvor, pronaos, naos și un altar poligonal, grosimea zidurilor este de 1,13 m, lungimea de 18,65 m, lățimea de 5,7 m și înălțimea de 19,35 m. La exterior înfățișarea zidului este caracterizată de nișe, care sunt despărțite prin două brâuri zimțate din cărămidă.